# Xorides fuligator
Xorides fuligator är en stekelart som först beskrevs av Carl Peter Thunberg 1822.  Xorides fuligator ingår i släktet Xorides och familjen brokparasitsteklar. Arten är reproducerande i Sverige. Inga underarter finns listade i Catalogue of Life.

## Bildgalleri

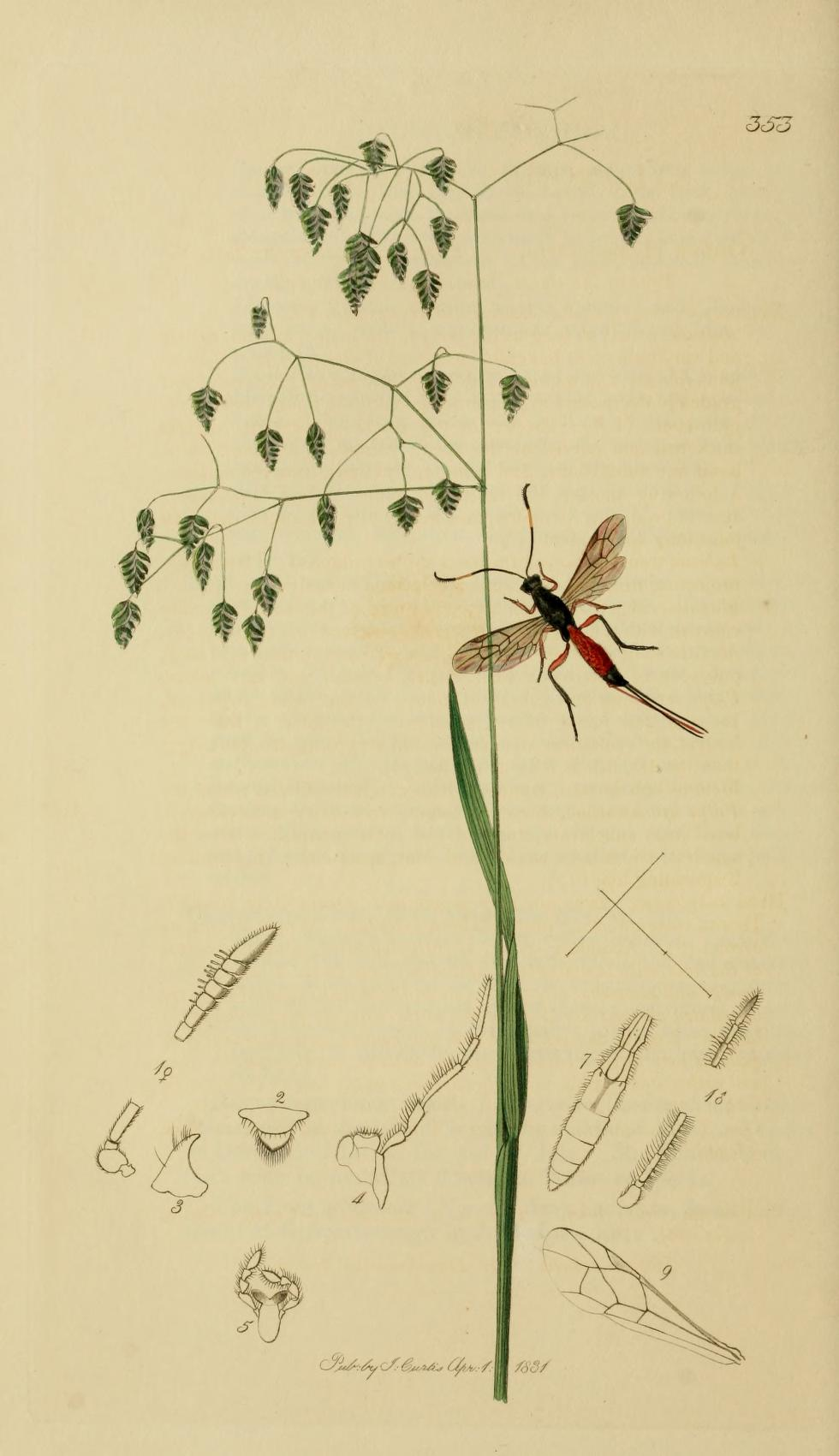